# Enrico (vescovo di Acqui)
Enrico (fl. XII secolo) è stato un vescovo cattolico italiano, vescovo della diocesi di Acqui nella metà del XII secolo.

## Biografia
Le informazioni su Enrico e sul suo episcopato sono scarse essendoci un solo documento che ne attesta l'esistenza: si tratta di una sentenza pronunciata nell'agosto del 1149 da un certo Milone, delegato dall'arcivescovo di Milano Umberto I da Pirovano, in cui il vescovo di Acqui Enrico è citato tra i pacieri di una controversia sorta tra il clero di Monza e la chiesa di Sesto.
L'unica altra prova che cita l'esistenza del vescovo Enrico è un documento del 1223 dove si parla di un suo decreto a favore del monastero di San Pietro ma che purtroppo non cita la data di quest'ultimo.